# 아프리카들고양이
아프리카들고양이(학명: Felis lybica)는 고양이속에 속한 소형 고양이과 동물의 일종이다. 본래 들고양이(학명: Felis silvestris)의 아종으로 분류되었으나, 현재는 별도의 종으로 분류된다. 아프리카·서아시아·중앙아시아·인도·중국에 걸쳐 서식한다.